# Egglestonichthys
 Egglestonichthys és un gènere de peixos de la família dels gòbids i de l'ordre dels perciformes.

## Taxonomia
- Egglestonichthys bombylios (Larson & Hoese, 1996)
- Egglestonichthys melanoptera (Visweswara Rao, 1971)
- Egglestonichthys patriciae (Miller & Wongrat, 1979)[3][4][5][6][7]